# 奧利佛·沙利耶
奧利佛·沙利耶（Olivier Charlier，1961年2月17日—）是法國小提琴家，十歲入讀巴黎國立高等音樂舞蹈學院，17歲獲得ARD慕尼黑國際音樂大賽ARD慕尼黑國際音樂大賽第三名。1981年回到母校教授小提琴，多年來，奧利佛曾與多個樂團合作，包括法國國家交響樂團、倫敦愛樂樂團及柏林交響樂團等等。